# Piliocolobus
Piliocolobus es un género de primates catarrinos de la familia Cercopithecidae que incluye a varias especies del África subsahariana conocidas con el nombre común de colobos rojos. Casi todas se encuentran amenazadas o en peligro de extinción, según la IUCN.

## Especies
Se reconocen las siguientes:
- Piliocolobus badius (Kerr, 1792)
- Piliocolobus bouvieri Rochebrune, 1887
- Piliocolobus epieni (Grubb & Powell, 1999)
- Piliocolobus foai (de Pousargues, 1899)
- Piliocolobus gordonorum (Matschie, 1900)
- Piliocolobus kirkii (Gray, 1868)
- Piliocolobus langi (J. A. Allen, 1925)
- Piliocolobus lulindicus Matschie, 1914
- Piliocolobus oustaleti (Trouessart, 1906)
- Piliocolobus parmentieri (Colyn & Verheyen, 1987)
- Piliocolobus pennantii (Waterhouse, 1838)
- Piliocolobus preussi Matschie, 1900
- Piliocolobus rufomitratus (Peters, 1879)
- Piliocolobus semlikiensis (Colyn, 1991)
- Piliocolobus tephrosceles (Elliot, 1907)
- Piliocolobus tholloni A. Milne-Edwards, 1886
- Piliocolobus waldronae (Hayman, 1936)